# Therizinosauridae
Therizinosauridae či terizinosauridi („ještěři s kosou“, podle dlouhých drápů) byli poněkud zvláštní skupinou teropodních dinosaurů. Šlo zřejmě o druhotné všežravce nebo býložravce s dlouhými drápy na předních končetinách a neobvyklým tvarem těla. Žili na území dnešní Číny, Mongolska a USA, v budoucnu však mohou být jejich zkameněliny objeveny také jinde.
Největším zástupcem byl nominotypický rod Therizinosaurus z Mongolska, který mohl dosahovat délky kolem 12 metrů a hmotnosti přes 5 tun. Jak ukázaly fosilie čínského rodu Beipiaosaurus, někteří zástupci skupiny byli také opeření. Terizinosauři se vesměs podobali jakýmsi velkým pozemním lenochodům s mohutnou břišní dutinou, stále však patří mezi relativně málo prozkoumané teropody.

## Taxonomie
- Čeleď Therizinosauridae
  - Duonychus
  - Enigmosaurus
  - Erliansaurus
  - Erlikosaurus
  - Nanshiungosaurus
  - Neimongosaurus
  - Nothronychus[3]
  - Paralitherizinosaurus
  - Segnosaurus
  - Suzhousaurus
  - Therizinosaurus